# Supercopa da Inglaterra de 2015
A Supercopa da Inglaterra 2015 ou 2015 FA Community Shield foi um torneio disputado em partida única com o campeão do Campeonato Inglês (Chelsea) e o campeão da Copa da Inglaterra (Arsenal), ambas na temporada 2014/2015.

## Detalhes da partida
A partida segue o fuso horário do verão inglês (UTC+1).
Partida única
| 02 de agosto de 2015 | Arsenal                | 1 – 0     | Chelsea | Estádio de Wembley, Londres |
| 15:00                | Oxlade-Chamberlain 24' | Relatório |         | Árbitro: ENG Anthony Taylor |

| Arsenal | Chelsea |

|               |    |                    |     |     |
|               |    |                    |     |     |
| G             | 33 | Petr Cech          |     |     |
| LD            | 24 | Héctor Bellerín    |     |     |
| D             | 4  | Per Mertesacker    |     |     |
| D             | 6  | Laurent Koscielny  |     |     |
| LE            | 11 | Nacho Monreal      |     |     |
| V             | 34 | Francis Coquelin   | 19' |     |
| V             | 16 | Aaron Ramsey       |     |     |
| M             | 19 | Santi Cazorla      |     |     |
| M             | 15 | Oxlade-Chamberlain |     | 31' |
| M             | 11 | Mesut Özil         |     | 36' |
| A             | 14 | Theo Walcott       |     | 20' |
| Reservas:     |    |                    |     |     |
| G             | 26 | Damián Martínez    |     |     |
| Z             | 5  | Gabriel Paulista   |     |     |
| LD            | 2  | Mathieu Debuchy    |     |     |
| LE            | 3  | Kieran Gibbs       |     | 36' |
| V             | 8  | Mikel Arteta       |     | 31' |
| A             | 12 | Olivier Giroud     |     | 20' |
| A             | 45 | Alex Iwobi         |     |     |
| Treinador:    |    |                    |     |     |
| Arsène Wenger |    |                    |     |     |

|               |    |                    |     |     |
|               |    |                    |     |     |
| G             | 13 | Thibaut Courtois   |     |     |
| LD            | 2  | Branislav Ivanović |     |     |
| Z             | 24 | Gary Cahill        |     |     |
| Z             | 26 | John Terry         |     | 37' |
| LE            | 28 | César Azpilicueta  | 22' | 24' |
| V             | 21 | Nemanja Matić      |     |     |
| V             | 4  | Cesc Fàbregas      |     |     |
| V             | 7  | Ramires            |     | 8'  |
| M             | 22 | Willian            |     |     |
| M             | 10 | Eden Hazard        |     |     |
| A             | 18 | Loïc Rémy          |     | 1'  |
| Reservas:     |    |                    |     |     |
| G             | 1  | Asmir Begović      |     |     |
| Z             | 5  | Kurt Zouma         |     | 24' |
| V             | 12 | John Obi Mikel     |     |     |
| M             | 8  | Oscar              |     | 8'  |
| A             | 11 | Juan Cuadrado      |     |     |
| A             | 9  | Falcao García      |     | 1'  |
| A             | 20 | Victor Moses       |     | 37' |
| Treinador:    |    |                    |     |     |
| José Mourinho |    |                    |     |     |

## Campeão
| Campeão da Supercopa da Inglaterra de 2015 |
| ------------------------------------------ |
| ARSENAL 14° titulo                         |